# 梅娘曲
《梅娘曲》是聂耳为田汉的三幕剧《回春之曲》所作插曲。梅娘为了唤醒高维汉的记忆和知觉，绐他唱了一首过去他们都熟悉的歌曲，同时也通过这首歌曲叙述深厚感情，表现梅娘在唱歌时的细致感情变化。聂耳选择了一个南洋民歌所特有的大调性音调来表现梅娘性格。又以三个不同结尾来表现梅娘心情的变化。第三个结尾时曲调扩大了三个小节，并加进了连续使用的短时值的休止，以造成梅娘因失望，悲痛而发出的抽泣的效果，曲调先停在加上强拍倚音的关系小调属和弦上，紧接又回到歌曲的主调主和弦上，作全曲的最后终止。